# Get Down Tonight
Get Down Tonight es una canción lanzada en 1975 en el álbum homónimo de la banda disco KC and the Sunshine Band. La canción llegó a ser ampliamente exitosa, convirtiéndose en la primera de sus cinco éxitos número uno en las canciones del Billboard Hot 100. También alcanzó la cima de la tabla de Hot Soul Singles

## Apariciones en otros medios
- En 1986, la canción apareció en la película Sid and Nancy que estaba basada en la vida de Sid Vicious y Nancy Spungen.
- En 1994, la canción apareció en la película Forrest Gump, pero no en el soundtrack.
- En 1994, la canción apareció en la película In The Army Now.
- En 1996, la canción apareció en la película australiana Hotel de Love.
- En 1998, la canción apareció en la película Rush Hour.
- En 2002, la canción apareció en el capítulo 8 Crímenes de calor de la temporada 4 de Futurama
- En 2007, la canción apareció en el episodio 16 de la tercera temporada de House M. D.
- En 2022, la canción apareció en la película Minions: The Rise of Gru.

## Versiones cover
- En 1988, "Get Down Tonight" fue tocada por el grupo musical británico Shriekback. Harry Wayne Casey apareció en el video musical por breves segundos.

- En 2010, la canción fue tocada por Sing It Out Loud para la banda sonora de la película de MTV Turn The Beat Around.

## Listas
| Lista (1975)                         | Posición |
| ------------------------------------ | -------- |
| Australia (Kent Music Report)        | 44       |
| Bélgica (Flandes) (Ultratop 50)      | 13       |
| Canadá (RPM Top Singles)             | 1        |
| Estados Unidos (Billboard Hot 100)   | 1        |
| Estados Unidos (R&B Singles)         | 1        |
| Estados Unidos (Hot Dance Club Play) | 6        |
| Estados Unidos (Hot Disco Singles)   | 13       |
| Francia (SNEP)                       | 74       |
| Italia (FIMI)                        | 9        |
| Países Bajos (Dutch Top 40)          | 5        |
| Reino Unido (UK Singles Chart)       | 21       |

### Sucesión en listas
| Predecesor: «Fallin' in Love» de Hamilton, Joe Frank & Reynolds | Billboard Hot 100 — Sencillo N.º 1 30 de agosto de 1975   | Sucesor: «Rhinestone Cowboy» de Glen Campbell  |
| Predecesor: «Dream Merchant» de The New Birth                   | Hot Soul Singles — Sencillo N.º 1 23 de agosto de 1975    | Sucesor: «Your Love» de Graham Central Station |
| Predecesor: «Rhinestone Cowboy» de Glen Campbell                | RPM Top Singles — Sencillo N.º 1 27 de septiembre de 1975 | Sucesor: «Ballroom Blitz» de Sweet             |